# جود هاند
هي أحد الألعاب المرتبطة بطفولة الكثير وهي من شركة كابكوم وهي أحد أفضل الألعاب القتالية للمؤسس تشنجيمي كامي وقد صدرت عام 2006 فور صدور اللعبة حصلت على عدد من الاعجابات مساوي لعدد الانتقاضات وبيعت بشكل متواضع في اليابان فقط هذا السبب ثم صدرت 2007 لجميع انحاء العالم وتعد اللعبة خليط بين الطابع الغربي والطابع الياباني الكوميدي وهذا ما جعل اللعبة جميلة جدا بالنسبة للجيم بلاي gameplay اللعبة أسلوب اللعب اعتمد بشكل كامل على نظام البيتيميج واللعبة تحمل بعد 3D التي تسمح للاعب بالتواجد في أكثر من مكان على الخريطة مع ترتيب مسارات رائع بالنسبة لحركة الشخصية استخدم الصانع عبقريته في الاستفاد من كل زر ممكن استخدامه في يد التحكم بطريقة سهلة تجعل التحكم بالشخصية ثلث (سهل) جدا وأيضا اعتماده الأكبر على الفنون القتالية في هذه اللعبة جعلها أجمل بكثير تتفرع اللعبة إلى 8 مراحل الشخصية الرئيسية القابلة للعب هي شخصية واحدة هي شخصية (جين) بطل اللعبة عمره 23 عام وحامل يد الجود هاند (god hand) وسبب حصوله عليها عندما حاول ان ينقذ فتاة من عصابة وتم قطع ذراعة بالكامل ولكن الفتاة التي انقذها (أوليفيا) وهي أحد حراس الجود هاند واعطتها لجين لانقاذه لها ولانها وجدته شخص طيب وهناك شخصية (ازيل) وهو يمتلك اليد المعادية ليد الجود هاند وهي the divel hand وهو أحد أعضاء الفور ديفيس وهم يتكونون من (الفيس) و (شانن)و (بلايز)و هو القائد وهم كلهم شياطين ماعدا زيل وهو يحمل أحد ايدي الجود هاند.

## قصة اللعبة
تخبرنا انه كان هناك ملاك نزل إلى الأرض وتحول إلى شيطان وكان اسمه انجرا وقد صنع جيش من الشياطين ليغزو العالم ولكن كان هناك شخص يملك قوة الالهه الجود هاند وقد هزم الشيطان وارسله لمنفاه الاخير وتم تسمية ذلك الرجل بالجود هاند وتأسسة مجموعة لحماية الجود هاند من ان تقع في يد الشر وإذا وقعت في يد أحد اما ان يصبح اله أو شيطان وجين بعد ان أخذ يد الجود هاند من اوليفيا التي انقذها
و التي هي اخر فرد من المجموعة التي تحمي الجود هاند حيث قتلت الشياطين كل المجموعة واستطاعت اوليفيا ان تهرب بإحدى اليدين وفي رحلتها هاجمتها عصابة ارادت قطع ذراعها وهنا كان أول لقاء بين اوليفيا وجين وحاول جين انقاذها من العصابة ولكنهم كانوا أقوياء جدا ولم يستطع جين هزيمتهم فقاموا بقطع أحد ذراعيه ثم اعطته اوليفيا يد الجود هاند لانه كان انسان طيب والفور ديفيس يحاولون إعادة الشيطان أنجرا مرة أخرى اما مهمة جين فهي القضاء عليهم جميعا وحدث قتال بين ازيل وجين وبعد انتهائه شكر ازيل جين على اعتنائه بخطيبته اوليفيا فهو من نفس المجموعة وكان عليهما الزواج لكن ازيل قتل كل من في المجموعة واستولى على أحد اليدين فقامت بأخذ اليد الأخرى وهربت ثم قام ازيل بخطف اوليفيا ليتقاتل مع جين مره اخيره فقم جين بهزيمته واكتشف ازيل ان الشيطان انجرا كان بداخله طوال الوقت ويتلاعب به ثم يقوم ازيل بأعطء جين يد الديفل هاند ليقاتل انجرا فيصبح جين مثل البطل الاسطوري ويهزم انجرا مرة أخرى ويقذ اوليفيا

## أسلوب اللعب
ان للعبه أسلوب مميز في اللعب يختلف عن كثير من الالعاب القتاليه فهي تحتوي على عدد هائل من الحركات القتاليه من جميع الفنون القتاليه واللعبة وضعت مساحه كبيره للاعب لتشكيل سلسله الضربات القتاليه حسب رغبته حيث يمكن للاعب تطوير قوة الشخصية باستمرار عن طريق شراء المزيد من الحركات القتاليه واستخدامها باشكل سلسله متتاليه من الضربات المختلفه ويضع اسس وقواعد قتاليه تتناسب مع طريقه لعبه
و مع ذلك فالعبه فيها عدد من القاضيات تتميز بقوه الجود هاند يستطيع الحصول عليها من بطاقات مخصصه لها ويمكن استبدال القاضيات باقاضيات اقوى من المتجر حسب رغبه اللاعب
وكذلك يمكن للاعب تطوير صحه الشخصية وطاقه الجود هاند من المتجر.

## روابط خارجية
جود هاند على موقع IMDb (الإنجليزية)